# Abell 370
Abell 370 è un ammasso di galassie nella costellazione della Balena con redshift z = 0,375. È il più distante tra gli ammassi catalogati da Abell.
Il suo nucleo è composto da svariate centinaia di galassie. Come oggetto molto massiccio genera un effetto di lente gravitazionale che nel 2002 ha permesso di scoprire HCM-6A, una galassia remota con redshift z = 6,56 (distanza percorsa dalla luce di 12,8 miliardi di anni).
Nel 2009 l'effetto lente gravitazionale generato dall'ammasso ha messo in evidenza un gruppo di galassie spirali distanti (5 miliardi di anni luce) che appaiono ingrandite e distorte in un'immagine ad arco che, per la loro disposizione, è stata suggestivamente soprannominata Il Drago.
Nel 2010 l'effetto della Lente gravitazionale permise ad Hubble di osservare una stella durante la sua esplosione in supernova

## Collegamenti esterni

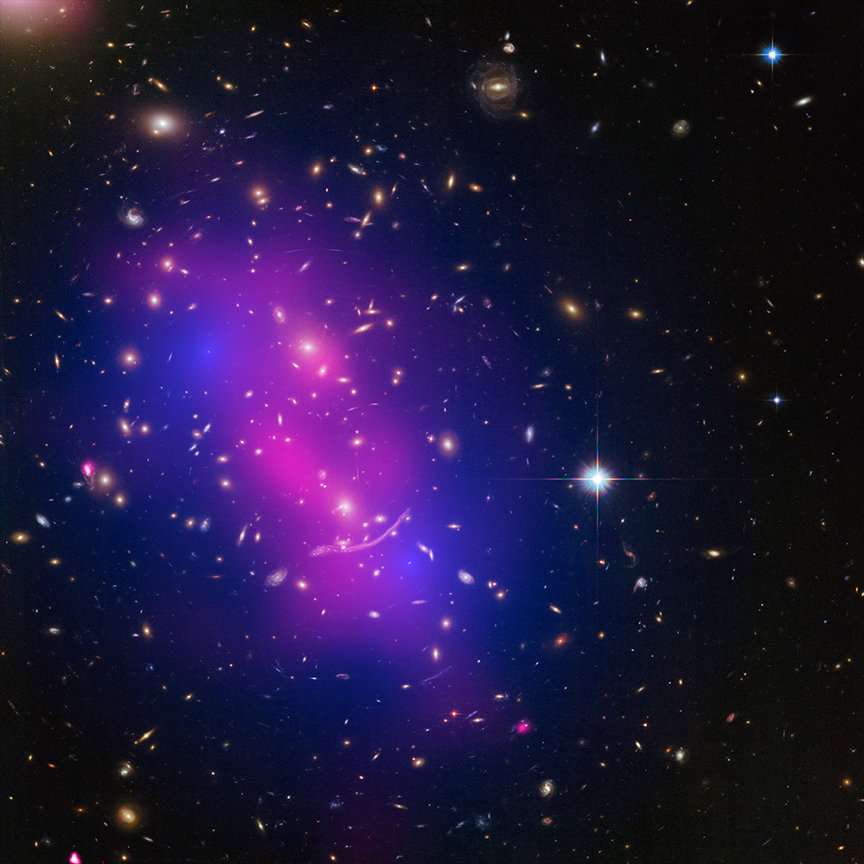
Abell 370 - immagine composita Telescopio spaziale Hubble (luce visibile), Telescopio spaziale Chandra (raggi X)